# بی‌عدسی
بی‌عدسی، نبود عدسی یا آفاکیا (به انگلیسی: aphakia/ aphacia) وضعیتی است که در آن عدسی چشم وجود نداشته باشد. این وضعیت ممکن است بر اثر خارج کردن عدسی به دنبال جراحی، آسیب منجر به پارگی عدسی، افتادن عدسی در زجاجیه یا در ناهنجاری‌های مادرزادی ایجاد گردد.
نبود عدسی منجر به کاهش قدرت تطابق، دوربینی و افتادگی اتاقک پیشین می‌شود. از عوارض این وضعیت می‌توان به جداشدگی زجاجیه یا شبکیه و آب سیاه اشاره کرد.
افراد با فقدان عدسی می‌توانند نور فرابنفش با طول موج ۲۰۰ تا ۳۰۰ نانومتر را که در حالت عادی توسط عدسی جذب می‌شود به شکل نوری آبی-سفید یا بنفش-سفید ببینند.